# Matt Holland
Matthew Rhys Holland (Bury, 1974. április 11. –), ír válogatott labdarúgó.
Az ír válogatott tagjaként részt vett a 2002-es világbajnokságon.